# Kommunistische Partei Schwedens
Die Bezeichnung Kommunistische Partei Schwedens (Sveriges kommunistiska parti) ist ein seit 1921 getragener Name verschiedener kommunistisch ausgerichteter Parteien in Schweden, der bis heute genutzt wird.

## Geschichte

### Vorgeschichte
Die Sozialdemokratische Arbeiterpartei Schwedens (Sveriges socialdemokratiska arbetareparti, SAP) ist die älteste Partei Schwedens und wurde am 23. April 1889 gegründet. Die Bildung von Gewerkschaften in den 1880er-Jahren und die Gründung von sozialdemokratischen Zeitungen in Malmö 1882 und Stockholm 1885 durch August Palm waren die ersten Schritte auf dem Weg zur Parteigründung. Am Beginn war die Partei stark von der deutschen Sozialdemokratie beeinflusst. Die ersten Parteiprogramme übernahmen vieles aus dem Gothaer Programm und später aus dem Erfurter Programm. Die angestrebte sozialistische Umwandlung der Gesellschaft sollte durch Reformen nach einer demokratisch legitimierten Regierungsübernahme durch Wahlen geschehen.
Während des Ersten Weltkrieges kulminierten die innerparteilichen Auseinandersetzungen zwischen der reformistischen Parteiführung und dem radikaleren linken Parteiflügel.

### Sveriges socialdemokratiska vänsterparti (1917–1921)
Die Linkspartei wurde 1917 von einer Gruppe aus der sozialdemokratischen Partei ausgeschlossener Sozialisten unter dem Namen Sozialdemokratische Linkspartei Schwedens (Sveriges socialdemokratiska vänsterparti) gebildet.

### Sveriges kommunistiska parti (1921–1967)
Auf dem IV. Parteitag vom 25.–29. März 1921 wurden alle antileninistischen Parteimitglieder ausgeschlossen und die Partei änderte ihren Namen in Kommunistische Partei Schwedens (Sveriges kommunistiska parti). Innere Auseinandersetzungen führten zu Ausschlusswellen der Gruppen um Zeth Höglund 1924 und Karl Kilbom 1929.
Nach Stalins Tod, dem chinesisch-sowjetischen Zerwürfnis, im Zuge der von ihr verteidigten Niederschlagung des Ungarnaufstandes 1956 und dem ebenso verteidigten Bau der Berliner Mauer 1961 erlebte die Schwedische KP heftige innere Diskussionen und Auseinandersetzungen. Als sie 1962 bei den schwedischen Kommunalwahlen deutlich an Zustimmung verlor, wurde innerhalb der SKP als ein Grund für diese Niederlage die zu enge Anlehnung an die Sowjetunion angesehen. Daraufhin kam es zu Diskussionen über den zukünftigen Weg der Partei, aus dem heraus es zu Austritten aus der Partei und zur Gründung weiterer kommunistischer Parteien in Schweden kam.
1964 wurde Carl-Henrik Hermansson Parteivorsitzender.

### Vänsterpartiet kommunisterna (1967–1990)
1967 änderte die SKP ihren Namen in Vänsterpartiet kommunisterna (Linkspartei-Kommunisten) und gab sich ein neues Programm und Statut. Einhergehend damit erfolgte der Wechsel hin zu einem gegenüber der KPdSU und der Sowjetunion kritischeren und eurokommunistisch geprägten Kurs. So verurteilte die SKP 1968 den Einmarsch sowjetischer und anderer Truppen in die ČSSR scharf und veranstaltete eine eigene Demonstration gegen dieses Vorgehen mit Hermansson als Hauptredner.
Im Zuge dieser ideologischen Neuausrichtung gründete sich aus dem Umfeld der Vänsterpartiet kommunisterna 1967 der maoistisch ausgerichtete Kommunistische Verbund der Marxisten-Leninisten (Kommunistiska Förbundet Marxist-Leninistern, KFML). Aus diesem spaltete sich 1970 eine weitere Gruppe ab, der Kommunistische Verbund der Marxisten-Leninisten (revolutionär) (Kommunistiska Förbundet Marxist-Leninisterna (revolutionärerna), KFML (r)), welcher sich 1977 in Marxistisch-Leninistische Kommunistische Partei (revolutionär) (Kommunistiska Partiet Marxist-Leninisterna (revolutionärerna), KPML (r)) umbenannte und seit 2005 unter dem Namen Kommunistiska partiet auftritt.

### Vänsterpartiet (seit 1990)
Die Entwicklung zu einer Linksalternative wurde in der Streichung der Bezeichnung „kommunisterna“ (Kommunisten) im Parteinamen 1990 deutlich.

### Sveriges kommunistiska parti (seit 1995)
1977 spaltete die sich an der Sowjetunion und der KPdSU ausgerichtete Arbeiterpartei-Kommunisten (Arbetarpartiet kommunisterna, APK) von der Vänsterpartiet kommunisterna ab und trägt seit 1995 den traditionsreichen Namen Sveriges kommunistiska parti.

## Jugendverband
Mit Gründung der Sozialdemokratischen Linkspartei 1917 schloss sich dieser der 1903 gegründete und bis 1917 als Jugendverband der Sozialdemokraten fungierende Sozialdemokratische Jugendverband (Socialdemokratiska Ungdomsförbundet) an. Mit dem Namenswechsel der Partei 1921 nannte sich auch der Jugendverband um und hieß fortan Kommunistischer Jugendverband Schwedens (Sveriges Kommunistiska Ungdomförbund).
1958 schloss sich dieser der 1952 gegründeten Demokratischen Jugend (Demokratisk Ungdom) an. Diese Jugendorganisation wurde 1952 ebenfalls aus dem Umfeld der schwedischen Kommunisten heraus gegründet und hatte das Ziel breitere Kreise der Jugend anzusprechen als der Kommunistische Jugendverband. Ende der 1960er Jahre wurde die Demokratische Jugend zur Keimzelle verschiedener, sich von der SKP distanzierender Gruppierungen und der Jugendverband schrumpfte stark. 1970 wurde daher eine neue Jugendorganisation der sich nun Linkspartei-Kommunisten nennenden Partei gegründet, die Kommunistische Jugend (Kommunistisk Ungdom). Diese löste sich parallel zur Partei 1991 endgültig von jeglicher kommunistischer Identität und benannte sich in Linksjugend (Ung Vänster) um.
Der der 1977 als Arbeiterpartei-Kommunisten (Arbetarpartiet Kommunisterna) gegründete nahestehende Jugendverband gründete sich parallel zur Partei und gab sich den traditionsreichen Namen Kommunistischer Jugendverband Schwedens (Sveriges Kommunistiska Ungdomförbund) und existierte bis 1990. 2000 wurde unter demselben Namen erneut ein der sich nun den Traditionsnamen Kommunistischen Partei Schwedens (Sveriges kommunistiska partitragenden) gebenden Partei nahestehender Jugendverband gegründet.

## Medien
Von 1930 bis 1990 war die Tageszeitung Ny Dag („Neuer Tag“) Zentralorgan der Kommunistischen Partei Schwedens bzw. der Linkspartei-Kommunisten.
Von 1917 bis 1929 war die Tageszeitung Politiken („Politik“), später Folkets Dagblad - Politiken („Volkszeitung Politik“), das entsprechende Zentralorgan.

## Parteivorsitzende
- 1917–1924 Zeth Höglund
- 1921–1923 Karl Kilbom
- 1924–1929 Nils Flyg
- 1929–1951 Sven Linderot
- 1951–1964 Hilding Hagberg
- seit 1964 Carl-Henrik Hermansson

## Parteitage
| Bezeichnung              | Datum                           | Name der Partei                                                             | Bemerkungen |
| ------------------------ | ------------------------------- | --------------------------------------------------------------------------- | --- |
| I. (Gründungs-)Parteitag | 13. – 16. Mai 1917              | Sozialdemokratische Linkspartei Schwedens                                   | nach Abspaltung der Linken auf dem Parteitag der Sozialdemokratischen Arbeiterpartei im Februar 1917                                                                        |
| II. Parteitag            | Juni 1918                       | Sozialdemokratische Linkspartei Schwedens                                   | |
| III. Parteitag           | Juni 1919                       | Sozialdemokratische Linkspartei Schwedens                                   | |
| IV. Parteitag            | 25. – 29. März 1921             | Sozialdemokratische Linkspartei Schwedens / Kommunistische Partei Schwedens | Umbenennung in Kommunistische Partei Schwedens, Karl Kilbom wird Parteivorsitzender, 21 Bedingungen für die Aufnahme in die Kommunistische Internationale werden akzeptiert |
| V. Parteitag             | Mai 1923                        | Kommunistische Partei Schwedens                                             | |
| VI. Parteitag            | November 1924                   | Kommunistische Partei Schwedens                                             | Nils Flyg wird Parteivorsitzender |
| VII. Parteitag           | 3. – 6. Juni 1927               | Kommunistische Partei Schwedens                                             | |
| VIII. Parteitag          | 30. November – 2. Dezember 1929 | Kommunistische Partei Schwedens                                             | Sven Linderot wird Parteivorsitzender |
| IX. Parteitag            | Februar 1933                    | Kommunistische Partei Schwedens                                             | |
| X. Parteitag             | Mai 1937                        | Kommunistische Partei Schwedens                                             | |
| XI. Parteitag            | 6. – 9. Juni 1939               | Kommunistische Partei Schwedens                                             | |
| XII. Parteitag           | 6. – 9. Juni 1944               | Kommunistische Partei Schwedens                                             | |
| XIII. Parteitag          | 18. – 21. Mai 1946              | Kommunistische Partei Schwedens                                             | |
| XIV. Parteitag           | 15. – 1. Mai 1948               | Kommunistische Partei Schwedens                                             | |
| XV. Parteitag            | 23. – 26. März 1951             | Kommunistische Partei Schwedens                                             | Hilding Hagberg wird Parteivorsitzender |
| XVI. Parteitag           | 3. – 6. April 1953              | Kommunistische Partei Schwedens                                             | |
| XVII. Parteitag          | 28. – 31. Juli 1955             | Kommunistische Partei Schwedens                                             | |
| XVIII. Parteitag         | 28. – 31. Dezember 1957         | Kommunistische Partei Schwedens                                             | |
| XIX. Parteitag           | 5. – 8. Januar 1961             | Kommunistische Partei Schwedens                                             | |
| XX. Parteitag            | 3. – 6. Januar 1964             | Kommunistische Partei Schwedens                                             | |
| XXI. Parteitag           | 13. – 16. Mai 1967              | Kommunistische Partei Schwedens / Linkspartei-Kommunisten                   | Umbenennung in Linkspartei-Kommunisten, C.-H. Hermansson wird Parteivorsitzender                                                                                            |
| XXII. Parteitag          | 19. – 21. September 1969        | Linkspartei-Kommunisten                                                     | |
| XXIII. Parteitag         | 26. – 29. Oktober 1972          | Linkspartei-Kommunisten                                                     | |
| XXIV. Parteitag          | 12. – 16. März 1975             | Linkspartei-Kommunisten                                                     | Lars Werner wird Parteivorsitzender, pro-sowjetische Kräfte nicht mehr im ZK vertreten                                                                                      |
| XXV. Parteitag           | 5. – 8. Januar 1978             | Linkspartei-Kommunisten                                                     | |
| XXVI. Parteitag          | 20. – 24. November 1981         | Linkspartei-Kommunisten                                                     | |
| XXVII. Parteitag         | 2. – 6. Januar 1985             | Linkspartei-Kommunisten                                                     | |
| XXVIII. Parteitag        | 23. – 27. Mai 1987              | Linkspartei-Kommunisten                                                     | |

## Wahlergebnisse
der Sveriges socialdemokratiska vänsterparti (1917–1921)
| Jahr | Wahl             | Stimmen | %     |
| ---- | ---------------- | ------- | ----- |
| 1917 | Reichstagswahlen | 59.243  | 8,1 % |
| 1920 | Reichstagswahlen | 42.056  | 6,4 % |

der Sveriges kommunistiska parti (1921–1967)
| Jahr | Wahl             | Stimmen | %      |
| ---- | ---------------- | ------- | ------ |
| 1921 | Reichstagswahlen | 80.355  | 4,6 %  |
| 1924 | Reichstagswahlen | 63.601  | 3,6 %  |
| 1928 | Reichstagswahlen | 151.567 | 6,4 %  |
| 1932 | Reichstagswahlen | 74.245  | 3 %    |
| 1936 | Reichstagswahlen | 96.519  | 3,3 %  |
| 1940 | Reichstagswahlen | 101.424 | 3,5 %  |
| 1944 | Reichstagswahlen | 318.466 | 10,3 % |
| 1948 | Reichstagswahlen | 244 812 | 6,3 %  |
| 1952 | Reichstagswahlen | 164.194 | 4,3 %  |
| 1956 | Reichstagswahlen | 194.017 | 5 %    |
| 1958 | Reichstagswahlen | 129.319 | 3,4 %  |
| 1960 | Reichstagswahlen | 190.554 | 4,5 %  |
| 1964 | Reichstagswahlen | 221.746 | 5,2 %  |

## Namensträger und Abspaltungen

Graphische Darstellung der SKP in der politischen Geschichte Schwedens

- Sozialdemokratische Linkspartei Schweden (Sveriges socialdemokratiska vänsterparti), im Mai 1917 gegründet und aus der SAP hervorgegangen. Von 1921 bis 1967 trug die Partei den Namen Kommunistische Partei Schwedens (Sveriges Kommunistiska Parti), 1967 in Linkspartei-Kommunisten (Vänsterpartiet kommunisterna, VPK) umbenannt, seit 1990 unter dem Namen Linkspartei (Vänsterpartiet) auftretend. Mit den Namenswechseln einher gingen auch ideologische Richtungswechsel. 1967 setzten sich so mehrheitlich eurokommunistisch orientierte Kräfte durch, 1990 mehrheitlich am demokratischen Sozialismus orientierte Kräfte.
  - Kommunistische Partei Schwedens (1924), eine 1924 gegründete Absplitterung der SKP unter Zeth Höglund, welche 1926 den Schwedischen Sozialdemokraten beitrat.
  - Kommunistische Partei Schwedens, auch als Kilbomarna bekannt, eine 1929 ebenfalls unter dem Namen Kommunistische Partei Schwedens gegründete Partei, die sich 1929, nach einem Zusammenschluss mit ehemaligen Mitgliedern der Sozialdemokratischen Arbeiterpartei Schwedens in Sozialistische Partei (Socialistiska partiet) umbenannte und sich 1943 auflöste. Die Bezeichnung Kilbomarna (in Deutsch in etwa: Kilbom-Anhänger oder Kilbomer) leitete sich vom Vorsitzenden der Partei Karl Kilbom ab.
  - Kommunistischer Arbeiterbund Schwedens (Sveriges Kommunistiska Arbetarförbund, SKA), 1956 von der SKP abgespaltene Gruppierung, die sich der Abwendung von Stalin widersetzte und bis 1967 bestand.
  - Kommunistischer Verbund der Marxisten-Leninisten (Kommunistiska förbundet marxist-leninistern, KFML),  1967 von der SKP abgespaltene maoistische Partei, die sich von 1973 bis 1987 Kommunistische Partei Schwedens nannte und sich 1990 auflöste.
    - Kommunistische Partei, eine antirevisionistische Partei. 1970 als Abspaltung des KFML unter der Bezeichnung Kommunistischer Verbund der Marxisten-Leninisten (revolutionär) (Kommunistiska Förbundet Marxist-Leninisterna (revolutionärerna), KFML (r)) gegründet, sich von 1977 bis 2004 Marxistisch-Leninistische Kommunistische Partei (revolutionär) (Kommunistiska Partiet Marxist-Leninisterna (revolutionärerna), KPML (r)) und seit 2005 Kommunistische Partei nennend.

  - Kommunistische Partei Schwedens, Partei die seit 1995 den traditionsreichen Namen benutzt und zuvor als Arbeiterpartei – Kommunisten (Arbetarpartiet Kommunisterna, APK) bekannt war. Sie spaltete sich 1977 von der VPK ab und ist Mitglied der Initiative kommunistischer und Arbeiterparteien Europas.